# Kopamerra dentata
Kopamerra dentata är en insektsart som beskrevs av Webb 1983. Kopamerra dentata ingår i släktet Kopamerra och familjen dvärgstritar. Inga underarter finns listade i Catalogue of Life.